# Natalia (Teksas)
Natalia – miasto w Stanach Zjednoczonych, w stanie Teksas, w hrabstwie Medina.